# Stadionul Victoria (Vânju Mare)
Stadionul Victoria este un stadion de fotbal din Liga a II-a pe care joaca doar o perioada echipa FC Drobeta Turnu Severin.
Dupa numele sau de severnav pe acest stadion a jucar fosta echipa FC Severnav Turnu Severin acum numita FC Drobeta Turnu Severin.

## Foto

la incalzire